# Sněhurka (opera)
Sněhurka či Sněguročka (podtitul: Jarní pohádka) je opera o 4 dějstvích ruského skladatele Nikolaje Andrejeviče Rimského-Korsakova. Ten je autorem hudby i libreta, které vzniklo na motivy stejnojmenné divadelní hry Alexandra Nikolajeviče Ostrovského. Opera měla premiéru 29. ledna 1882 (datum podle tehdy v Rusku používaného juliánského kalendáře, 10. února 1882 podle současného gregoriánského kalendáře) v Mariinském divadle v ruském Petrohradu.

## Obsazení
| Role | Typ hlasu   | petrohradská premiéra, 29. ledna 1882 (dirigent: Eduard Nápravník) | premiéra v moskevském Velkém divadle 1893 (dirigent: Enrico Bevignani) | premiéra v Národním divadle 1905 (dirigent: Karel Kovařovic) |
| --- | ----------- | ------------------------------------------------------------------ | ---------------------------------------------------------------------- | ------------------------------------------------------------ |
| car Berenděj | tenor       | Michail Vasiljev                                                   | Anton Bartsal                                                          | Richard Figar                                                |
| bojar Bermjata, carův důvěrník | bas         | Michail Korjakin                                                   | Stěpan Trezvinskij                                                     | Robert Polák                                                 |
| Vesna | mezzosoprán | Marija Kamenská                                                    | Alexandra Krutikovová                                                  | Hedy Feldenová                                               |
| děd Mráz | bas         | Fjodor Stravinskij                                                 | Stěpan Vlasov                                                          | Emil Pollert                                                 |
| Sněhurka | soprán      | Feodosija Velinská                                                 | Margarita Eichenwald                                                   | Amalie Bobková                                               |
| podruh Bakula (Bobyl) | tenor       | Vasilij Vasiljev                                                   |                                                                        | Adolf Krössing                                               |
| Bakulova žena | mezzosoprán | Olga Schröder                                                      | Varvara Pavlenkovová                                                   | Marie Klánová                                                |
| pastýř Lel | alt         | Anna Bičurinová                                                    | Lidija Zvjaginová                                                      | Gabriela Horvátová                                           |
| Kupava, mladá dívka | soprán      | Marija Makarovová                                                  | Marija Dejša-Sionická                                                  | Anna Slavíková                                               |
| kupec Mizgir | baryton     | Ippolit Prjanišnikov                                               | Bogomir Korsov                                                         | František Šír                                                |
| hlasatel | tenor       | Pavel Ďužikov                                                      |                                                                        | Otakar Chmel                                                 |
| jiný hlasatel | bas         | Vladimir Majboroda                                                 |                                                                        | Bedřich Bohuslav                                             |
| carský panoš | mezzosoprán |                                                                    |                                                                        | Alexandra Towarnická                                         |
| lesní duch | tenor       | Vladimir Sobolev                                                   |                                                                        | Hynek Švejda                                                 |
| dvořan | bas         |                                                                    |                                                                        |                                                              |
| Sbor, němé role: bojaři, jejich ženy a carův doprovod, hudebníci a kejklíři, pastýři, berendějští obyvatelé, lesní duchové, Vesnin doprovod - ptačí a květinový sbor |             |                                                                    |                                                                        |                                                              |

## Obsah
Děj se odehrává v prehistorické době v zemi Berendějců.

### Prolog
kopec poblíž obchodní čtvrti sídelního města cara Berenděje
Patnáctiletá Sněhurka chce žít s lidmi v nedaleké vesnici a její rodiče, Vesna a Děd Mráz, souhlasí s tím, aby jí adoptovali Bakula a jeho manželka.

### 1. dějství

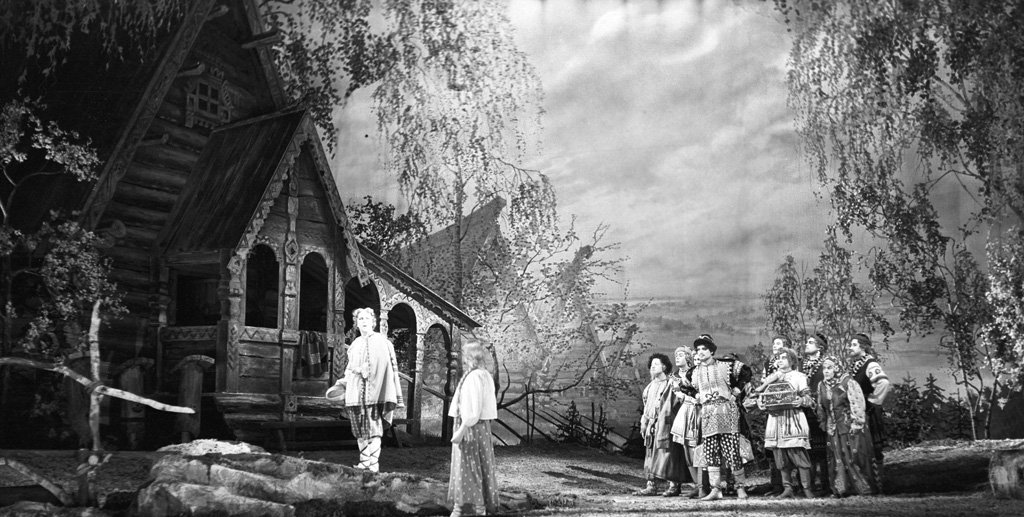
Scéna z 1. jednání, Velké divadlo, Moskva, 1954

vesnice Berendějevka, na druhé straně řeky
Sněhurka je očarována Lelovými písněmi, ale je smutná, když ten odejde se skupinou dalších dívek. Vstupuje Kupava a oznamuje svou vlastní svatbu s Mizgirem. V průběhu svatebního obřadu si však Mizgir všimne Sněhurky, je jí uchvácen a prosí ji, aby ho milovala. Kupava jde s tímto zneuctěním před vesničany, kteří jí poradí, aby šla požádat cara o nápravu.

### 2. dějství
v paláci cara Berenděje
Kupava si stěžuje na Mizgira caru Berendějovi, který se rozhodne potrestat Mizgira vyhnáním do lesa. Tyto úvahy ale přeruší příchod krásné Sněhurky. Car se jí zeptá, koho miluje, a ona řekne: „Nikoho.“ Car prohlašuje, že kdokoli, kdo si získá Sněhurčinu přízeň, získá ji i královskou odměnu. Ačkoliv dívky představují Lela jako pravděpodobného kandidáta, Mizgir přísahá, že to on získá Sněhurčino srdce. Car souhlasí se soutěží, lidé zpívají jeho požehnání.

### 3. dějství
tentýž večer v lese
Lidé se baví písní a tancem. Car zve Lela, aby si vybral dívku. Přes prosby Sněhurky si vybere a políbí Kupavu a odejde s ní. Sněhurka, sama a zdrcená, se diví, proč ji Lel odmítl. Najednou se objeví Mizgir a znovu se snaží získat její lásku. Vyděšená jeho slovy uteče; lesní duch obloudí Mizgira, aby místo Sněhurky sledoval přízrak v její podobě. Vstupují Lel a Kupava a vyznávají si lásku. Sněhurka je najde a když vidí jejich štěstí, konečně si přeje mít schopnost milovat.

### 4. dějství
v údolí Jarila, boha slunce, za úsvitu následujícího dne
Sněhurka volá svou matku Vesnu, která se vynoří z jezera obklopená květinami. Vesna dává své dceři věnec a varuje ji, aby zůstala mimo sluneční svit. Vesna a její družina se opět ponoří do jezera. Než Sněhurka opět vstoupí pod ochranu lesa, objeví se Mizgir. Už není schopna odolat a vyznává svou lásku k němu. Berendějané rituálně oblečení jako nevěsty a ženichové přijíždějí oslavit Jarilův svátek. Mizgir představuje Sněhurku jako svou nevěstu. Když ta vyznává svou lásku k Mizgirovi, objeví se jasný paprsek slunečního světla a Sněhurka se rozloučí: síla lásky je zároveň původcem jejího zániku. K úžasu lidí se rozpustí. Zoufalý Mizgir se utopí v jezeře. Car uklidňuje zděšené Berendějany skutečností, že tato událost usmířila boha Jarila a ukončila patnáctiletou zimu, která je postihla. Lidé následně zpívají strhující hymnus k Jarilovi.

## V českých zemích
Českou premiéru měla opera v Národním divadle v Praze 29. března 1905. Dirigoval Karel Kovařovic. Dále byla opera v repertoáru Národního divadla během roku 1912, v letech 1950–1951 byla uváděna na scéně Státní opery Praha (tehdy Smetanovo divadlo). V roce 1939 ji uvedlo České divadlo v Brně, v letech 1961 a 1985 Státní divadlo Oldřicha Stibora v Olomouci a roku 2004 Národní divadlo moravskoslezské v Ostravě.